# 발칸톤

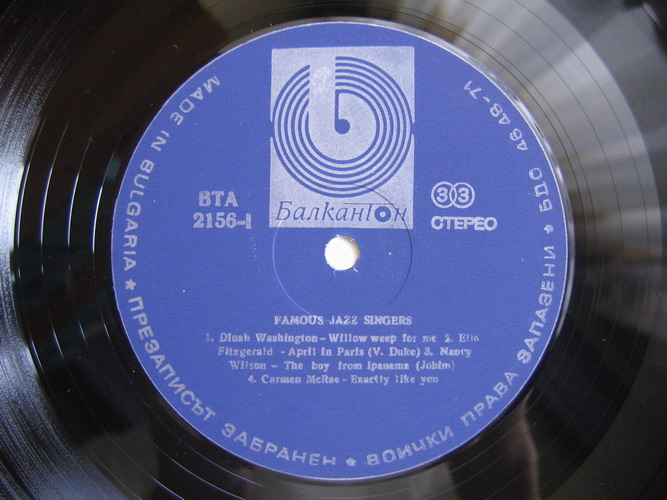
발칸톤의 로고가 있는 비닐 레코드

발칸톤(Балкантон)은 1952년에 설립된 불가리아의 국영 음반 제조 회사였다. 생산된 음반의 대부분은 동구권 국가에서 여전히 찾아볼 수 있다. 소피아에 있는 발칸톤의 공장은 녹음과 표지 인쇄에 이르기까지 레코드 제조의 모든 측면을 위한 장비를 갖추고 있었다. 다중 채널 사운드 녹음은 1972년 영국에서 장비를 구입하여 도입되었다. 1980년대 중반에는 연간 LP 생산량이 900만 장에 이르렀다. 이 회사는 주로 LP를 생산했으며 1980년부터 카세트를 생산하기 시작했다. 40년 동안 불가리아의 유일한 음반 회사였던 발칸톤은 민속, 클래식, 불가리아 및 외국 대중 음악, 연극, 시 등의 공연으로 구성된 방대한 자료를 축적했다. 공산정부의 붕괴 이후 1990년대에 몇 차례 회사 재편을 시도한 끝에 1999년에 민영화되었다. 
1. ↑  “"Балкантон" си докарвал валута с продажба на оригинални гласове”. 2011년 7월 21일에 원본 문서에서 보존된 문서. 2010년 11월 17일에 확인함.